# Natxo Insa
Natxo Insa, de son nom complet Ignacio Insa Bohigues, est un footballeur international malaisien né le 9 juin 1986 à Cocentaina (Pays Valencien, Espagne) évoluant au poste de milieu de terrain.

## Biographie
Natxo Insa est formé au Valence CF, il débute en juillet 2006, lors d'un match amical contre le Fenerbahçe SK.

### Équipe de Malaisie
Né en Espagne et citoyen espagnol, Natxo Insa obtient la nationalité malaisienne en 2018, une de ses grands-mères étant née à Sabah, en Malaisie,. 

### Palmarès
Avec Levante UD
- Champion d'Espagne de D2 en 2017